# Kendalpayak
Kendalpayak is een bestuurslaag in het regentschap Malang van de provincie Oost-Java, Indonesië. Kendalpayak telt 9163 inwoners (volkstelling 2010).